# Isabel de Avis, Rainha de Portugal
Isabel, Rainha de Portugal, também chamada D. Isabel de Portugal, D. Isabel de Lancastre, D. Isabel de Avis ou mais recentemente, D. Isabel de Coimbra; (1 de março de 1432 - 2 de dezembro de 1455) foi rainha de Portugal, filha do Infante-Regente D. Pedro de Portugal, 1.º Duque de Coimbra e de sua mulher Isabel de Urgel, filha do conde Jaime II de Urgel.
Isabel casou-se em 6 de maio de 1448 com o seu primo direito D. Afonso V.

## Vida
A rainha D. Isabel viveu desde a infância um belo caso de amor com o seu rei e primo, junto de quem foi criada na corte do pai, o regente, e que lhe retribuía com fervor essa afeição. Sofreu cruel desgosto com a intriga urdida pelo 1.º Duque de Bragança contra o seu pai, que veio a culminar na Batalha de Alfarrobeira, não tendo este incidente no entanto diminuído a afeição e confiança absoluta existentes entre o Rei e a sua Rainha.
As rainhas de Portugal contaram, desde muito cedo, com os rendimentos de bens, adquiridos, na sua grande maioria, por doação. D. Isabel foi donatária de todas as vilas de D. Leonor, sua sogra. Morreu nova, como todos os infantes seus irmãos. Foi mãe de D. João II e de Santa Joana Princesa, ou princesa Santa Joana de Portugal.
A sua irmã mais nova e solteira, D. Filipa de Lencastre (ou Filipa de Coimbra) infanta de Portugal, que vivia recolhida, embora sem professar, no Mosteiro de Odivelas, serviu então de mãe aos filhos da Rainha. Criou D. João II na veneração da memória do avô materno, preservada por D. João ao criar o título de (segundo) Duque de Coimbra, e ao reconstituir a Casa do avô regente a favor de seu filho natural, D. Jorge de Lencastre, 2.º Duque de Coimbra.
Antes de morrer, a rainha D. Isabel de Aviz vai obter do rei e marido o arrependimento pelo tratamento dado ao Infante das Sete Partidas, cuja desgraça causara espanto, escândalo e consternação na Europa de 1449; a reabilitação da memória de D. Pedro ficou manifesta nas grandes cerimónias, ordenadas por D. Afonso V, de trasladação processional do corpo do Infante assassinado - pois deslocava-se para a corte, obedecendo ao chamado do rei, acompanhado apenas de uma pequena comitiva e não armados para a guerra - da humilde igrejinha de Alverca, onde por caridade o haviam sepultado em segredo, sob os degraus de pedra da entradinha, alguns pescadores do rio Tejo, para Sta. Maria da Vitória da Batalha, junto de seus pais e irmãos. Ali, na Capela do Fundador, jaz também D. Isabel e seu marido, pais, filhos e netos, por ser esta o panteão da Dinastia a que todos pertenciam.

## Descendência
Do casamento com Afonso V, nasceram três filhos:
- João, nascido a 29 de janeiro de 1451. Morreu novo.
- Joana, nascida a 6 de fevereiro de 1452.
- João, nascido a 3 de maio de 1455. Tornou-se rei de Portugal.